# Arnfinn Espeseth
Arnfinn Espeseth (Ålesund, 23 dicembre 1945) è un ex calciatore norvegese, di ruolo centrocampista.

## =Giocatore

#### Club
Espeseth giocò con la maglia del Brann dal 1969 al 1973, collezionando 61 presenze e 8 reti in campionato. In squadra, vinse la Coppa di Norvegia 1972.

#### Nazionale
Conta 2 presenze per la Norvegia. Esordì il 15 novembre 1970, nel pareggio per 1-1 contro la Bulgaria. Il 26 maggio 1971 arrivò invece l'unica rete, nella vittoria per 3-1 sull'Islanda.

### Allenatore
Nel 1985, Espeseth è stato allenatore dell'Aalesund.

## Palmarès

### Club

#### Competizioni nazionali
- Coppa di Norvegia: 1

Brann: 1972